# Granada
|  | Aquest article tracta sobre la localitat andalusa. Vegeu-ne altres significats a «Granada (desambiguació)». |

Granada (en castellà, Granada) és un municipi i una ciutat espanyola, capital de la província homònima, a la comunitat autònoma d'Andalusia. Està situada al centre de la comarca de la Vega de Granada, a una altitud de 738 msnm, en una àmplia depressió intrabètica formada pel riu Genil, i al peu del massís més alt de la península Ibèrica, serra Nevada, que en condiciona el clima.
S'hi troben les seus del partit judicial número 3 de la província; l'arxidiòcesi del mateix nom; el Tribunal Superior de Justícia d'Andalusia, Ceuta i Melilla i el Consell Consultiu d'Andalusia.
El 2009, hi habitaven 234.325 persones, i 498.365 comptant l'àrea metropolitana. Els barris són molt diferents entre si, en part per la contínua immigració fins a la dècada del 1990; els més importants són el Zaidín, l'Albaicín, el Sacromonte, el Realejo, la Chana, l'Almanjáyar i la Cartuja.
Va ser capital del Regne zirida de Granada, durant el segle xi, i del Regne nassarita de Granada entre els segle xiii i Vxv. Després de la presa de la ciutat pels reis Catòlics, es va mantenir com a capital del Regne castellà de Granada, ja simple jurisdicció territorial, fins al 1833. A l'escut municipal ostenta els títols de «molt noble, molt lleial, nomenada, gran, celebèrrima i heroica ciutat de Granada».
Granada constitueix un nucli receptor de turisme, a causa dels monuments i la proximitat de l'estació d'esquí professional, la zona històrica coneguda com a Alpujarras i la part de la costa granadina coneguda com a costa tropical. D'entre les construccions històriques, l'Alhambra és una de les més importants del país, declarada Patrimoni de la Humanitat per la UNESCO el 1984, junt amb el Jardí del Generalife i l'Albaicín. La catedral és considerada com la primera església renaixentista d'Espanya.
La Universitat de Granada és la quarta a nivell estatal per nombre d'alumnes i és una de les destinacions més populars per als universitaris europeus del programa Erasmus.
Estan concloent-se les obres del parc Tecnològic de Ciències de la Salut que se centrarà en la investigació mèdica. Així mateix, s'estan construint les infraestructures necessàries per a la connexió ferroviària amb trens d'alta velocitat (AVE), la qual va estar connectada per primer cop amb la línia Antequera-Granada. El seu aeroport, situat a 12 km del centre de la ciutat, ha estat recentment remodelat.

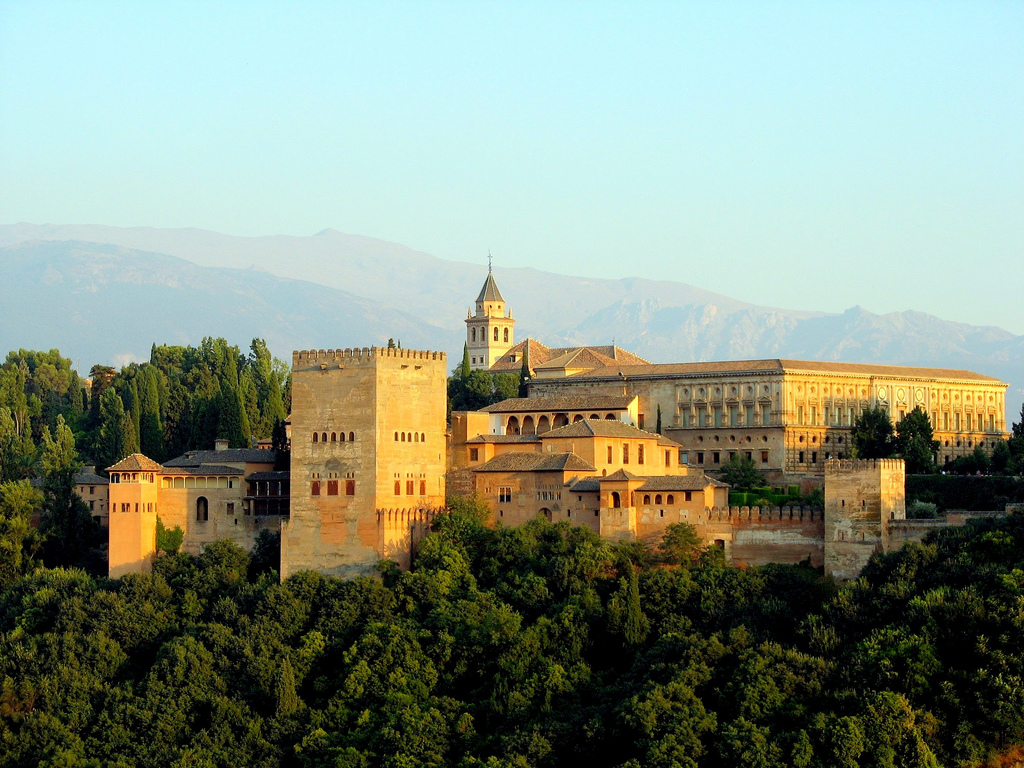
L'Alhambra i serra Nevada són la imatge per antonomàsia de Granada

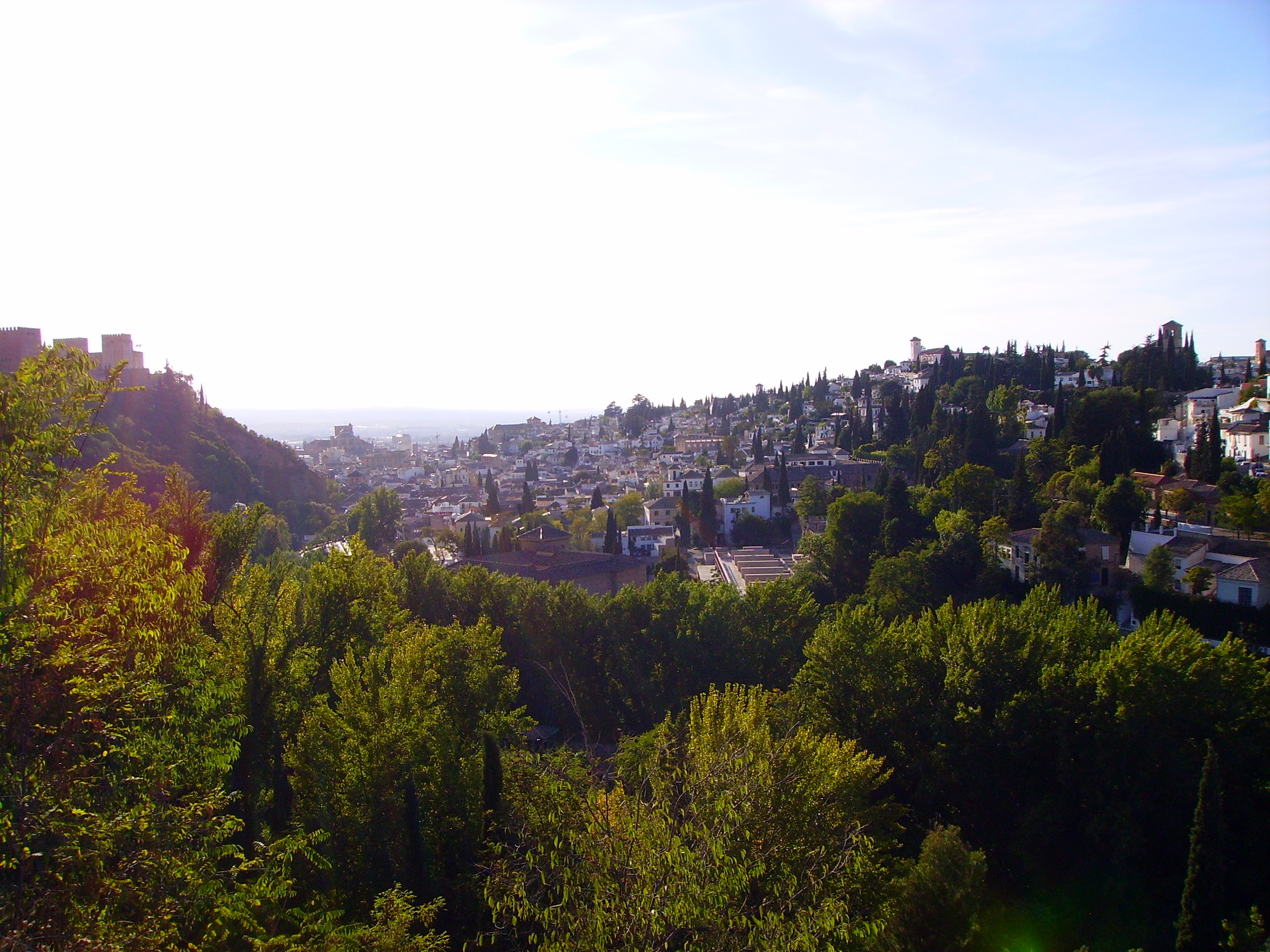
Vista general del barri de l'Albaicín, a l'est de la ciutat

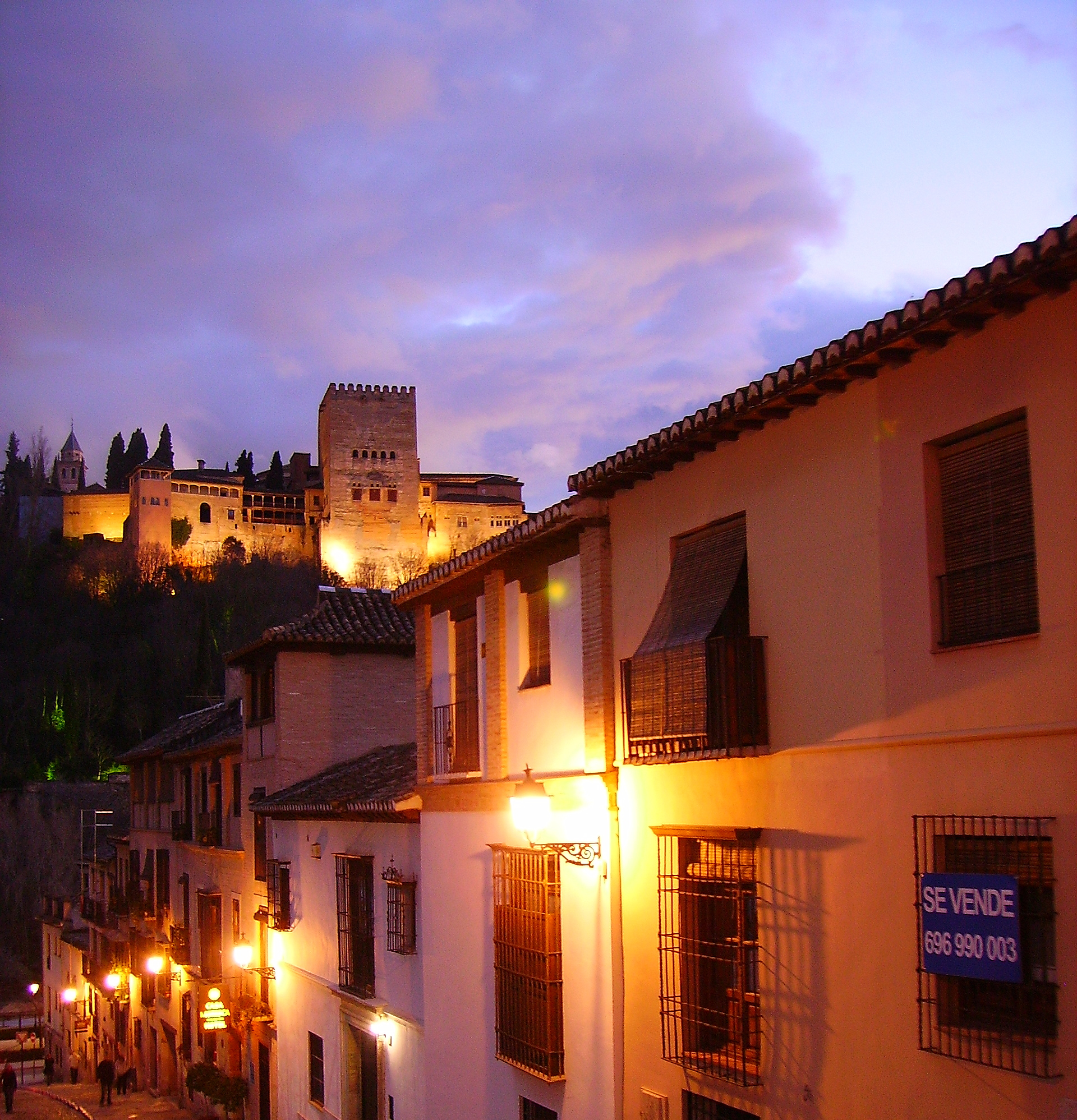
Vista nocturna de l'Alhambra des de l'Albaicín

## Toponímia
En temps de la cultura ibèrica, el nom de la ciutat era Iliberis o Iliberri, nom comú entre les poblacions iberes que en basc actual és (H)Iri Berri ("Vila Nova"). Al segle xi, els ziríes van traslladar la capital de Medina Elvira ('ciutat Elvira') a Medina Garnata. L'etimologia del topònim és discutida i podria provenir tant de l'àrab (gar-anat, 'turó de pelegrins') com del llatí (granatum, magraner en català o granado en castellà).

## Símbols
Els símbols del municipi de Granada van ser oficialitzats en la Resolució del 10 de febrer del 2009 de la Direcció General d'Administració Local, per la qual s'admet la inscripció en el Registre Andalús d'Entitats Locals de l'escut i la bandera del municipi de Granada.
Escut
L'escut va ser atorgat pels reis Catòlics poc després de la presa de la ciutat. Antany va estar format per dues casernes on es representaven els reis Catòlics i la magrana (en castellà granada), però el 1843 la reina Isabel II va afegir-ne un tercer amb la torre de la Vela de l'Alhambra, sumada d'una bandera nacional, junt amb els seus nous títols, representats a la cinta d'or que l'envolta. Amb això, va voler premiar l'actitud del poble granadí en l'aixecament al seu favor i contra el regent. Al document local l'escut es defineix de la següent manera:
| « | L'escut oficial de la ciutat de Granada és cobert per la corona reial, orlat amb una cinta rematada en la seva part inferior per una borla d'or, en la qual van gravats en igual metall els títols de la ciutat, i el seu interior es divideix en tres caselles, que ocupa la seva meitat superior amb els reis Catòlics asseguts als seus trons, amb corona i mantell, en els seus colors naturals, el rei Ferran V a la dreta, amb una espasa a la mà destra i la reina Isabel I amb un ceptre en la seva, ambdós sobre camp de plata i coberts per un dosser vermell. La part inferior es divideix en dues caselles, la de l'esquerra amb la torre de la Vela en plata, tremolant en la seva part superior la bandera d'Espanya, vermella i groga, sobre fons d'or. A la casella inferior esquerra, hi ha una magrana oberta en els seus colors naturals, sobre fons de plata. Tot queda envoltat amb dos castells en el centre de la part superior i inferior de l'orla, en plata, amb dues banderes d'Espanya vermelles i grogues dalt de cada una i en diagonal, sobre fons d'or; alternant-se en els costats amb un total de sis lleons en els seus colors naturals i tornats cap a l'interior, amb quatre torres d'or sobre fons vermell. | » |

Tanmateix, el 1994, a l'obra de David Torres Ibáñez L'Heràldica de la Diputació Provincial de Granada. Estudis, antecedents i propostes, apareix citada de la forma amb què ha estat inscrit en el Registre de símbols d'entitats locals, i se'n presenten algunes variacions.
Bandera
La bandera de la ciutat de Granada té la descripció següent:
| « | De color carmesí i verd, i està formada per dues franges verticals iguals; la primera, al costat del pal, de color vermell carmesí, i la segona franja de color verd. En el centre, i en brodat sobreposat, l'escut de la ciutat de Granada. | » |

## Geografia

### Localització
El terme municipal és a la part més oriental de la depressió de Granada, en contacte amb el peu de serra Nevada (formació d'uns 87,8 km².). La depressió se situa estratègicament al solc Intrabètic. D'aquesta forma, a partir del passadís d'Iznalloz, té accés al congost de Despeñaperros, que comunica Andalusia amb el centre de la península Ibèrica; a partir de Valle de Lecrín, té accés a la costa subtropical granadina; pel port de la Mora té accés a les foies de Guadix i Baza i, per tant, a Almeria i Múrcia; i finalment, a partir del passadís de Loja té accés a la depressió d'Antequera i a la depressió Bètica.
| Nord-oest: Atarfe                        | Nord: Maracena, Pulianas, Jun i Víznar                  | Nord-est: Huétor Santillán i Beas de Granada |
| Oest: Santa Fe i Vegas del Genil         | \| \| \| \| \| \| \| \| \| \| \| \|                     | Est: Dúdar                                   |
| Sud-oest: Churriana de la Vega i Armilla | Sud: Ogíjares, La Zubia, Huétor Vega i Cenes de la Vega | Sud-est: Pinos Genil                         |
|                                          |                                                         |                                              |
|                                          |                                                         |                                              |
|                                          |                                                         |                                              |

### Relleu

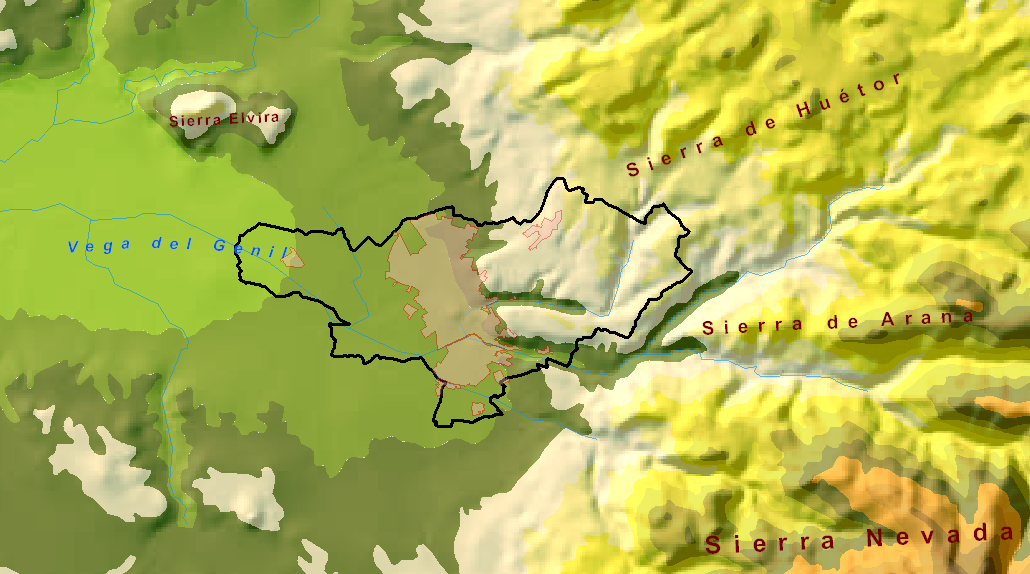
Mapa de relleu del terme municipal de Granada

El relleu del municipi està marcat per la seva localització al límit oriental de la depressió de Granada. Les serres de Huétor, Arana i Nevada exerceixen de capçalera d'aquesta conca sedimentària.
La gènesi d'aquest relleu es remunta al plegament alpí, en el qual es van plegar els sediments dipositats en una gran fossa oceànica que ocupava el que avui són els sistemes bètics. La depressió va sorgir per l'enfonsament de diversos blocs a causa de l'efecte de les falles que l'envolten completament i a la major densitat dels materials que la componen respecte a les zones muntanyoses circumdants. Aquest substrat va ser reblert gradualment al llarg del terciari i Quaternari per sediments erosionats de les joves serralades creades en el plegament alpí.
Un dels seus relleus més característics i emblemàtics és el denominat formació o conglomerat Alhambra, constituït per sediments detrítics molt gruixuts lligats a ventalls al·luvials. La intensa erosió fluvial durant el Pliocè va provocar el brusc dipòsit de materials, formant muntanyes de conglomerats de fins a 300 metres de gruix, caracteritzats per la grossor i el desordre dels seus cants a causa de la rapidesa i intensitat de l'erosió.
Ja durant el Quaternari, aquestes formacions del peu de la muntanya van tornar a ser erosionades i configurades morfològicament per la xarxa hidrogràfica, produint el paisatge actual. En alguns casos, l'acció dels rius ha permès excavar profunds congostos, mostrant els diferents estrats de conglomerats, com ocorre al barranc dels Negres.
Finalment, la xarxa hidrogràfica, jerarquitzada pel riu Genil, ha modelat i perfilat una gran plana de sedimentació, formada per materials detrítics on predominen les sorres, llims i argiles, en funció de la proximitat al centre de la conca. Aquesta plana al·luvial és de gran riquesa des del punt de vista de l'agricultura i, junt amb els jaciments aurífers lligats als rius Darro i Genil, van provocar la seva ràpida població.

### Hidrografia

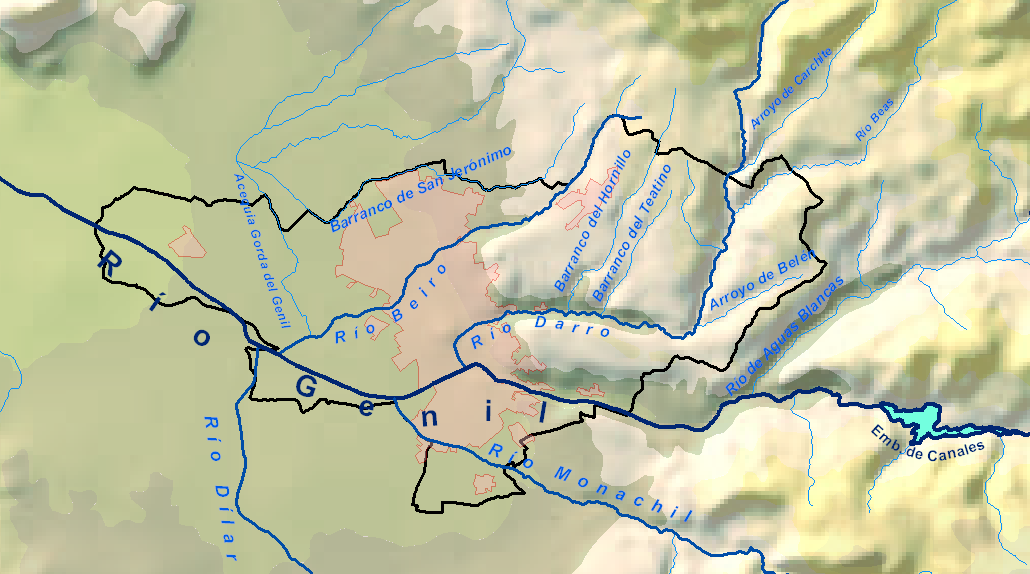
Mapa hidrogràfic del terme municipal de Granada

A causa de l'intens aportament de vessament de les zones muntanyoses del voltant, les escasses precipitacions no es tradueixen en escassetat d'aigua. La capçalera del Genil està formada per una espècie d'amfiteatre muntanyós integrat per Sierra Nevada i Sierra de Arana. De Sierra Nevada parteixen en ventall el Genil i els seus afluents del marge esquerre, el Monachil i el Dílar. Al nord, l'amfiteatre continua amb la Sierra de Arana, on neixen per desembocar al Genil els rius Beiro i Darro, els cursos dels quals estan encaixats per la proximitat de Sierra Nevada i per la seva activitat sísmica. Aquesta angostura també es manifesta als barrancs provocats per corrents fluvials extints per filtració o captació.
Per tant, el terme municipal està completament integrat a la conca hidrogràfica del riu Genil, subsidiària de la del Guadalquivir. La xarxa hidrogràfica granadina, la conformen, junt amb el Genil, els rius Darro, Beiro, Monachil i Dílar, entre altres xarxes hidrogràfiques.
- El Genil, amb 358 km de longitud, és el segon riu més llarg que discorre íntegrament per Andalusia, per darrere del Guadalquivir, al qual desemboca com a principal afluent. Neix a la cara el nord del pic del Mulhacén i les seves aigües són captades per a regadiu en entrar a Granada pel sistema hidràulic establert durant l'època musulmana. Travessa el nucli urbà seguint la direcció est-oest.
- El Darro neix a la Sierra de la Alfaguara per a després endinsar-se al terme municipal de Granada, on conflueix amb els rius de l'Abellar i de Beas. És el principal proveïdor de l'Alhambra. Solca la ciutat de nord a sud i després flueix cap a l'oest per la zona de Jesús del Valle. Desemboca al Genil dins del nucli urbà.
- El Beiro, procedent de Sierra Harana, discorre soterrat sota el nucli urbà de nord a oest. A la superfície, s'endinsa a la Vega de Granada, on aflueix al Genil.
- El Monachil neix a Sierra Nevada i presenta un curs continu al llarg de tot l'any. És un dels principals afluents del curs alt del Genil, dins d'aquest terme municipal.
- El Dílar és també afluent del Genil. Entra a la ciutat per Purchil.
- Les séquies conformen una xarxa hidrogràfica artificial de gran complexitat, que té l'origen a l'època musulmana. Les principals són les de Tarramonta, Arabuleila, Aynadamar, Real i Gorda del Genil.[19]

També són importants els aportaments hídrics del subsòl, ja que la conca detrítica permet la filtració de l'aigua i la formació d'aqüífers. La capa freàtica està en moltes ocasions molt a prop de la superfície i en zones pròximes al llit fluvial es produeixen sorgiments de deus naturals.

### Clima
El clima de Granada és de tipus mediterrani continentalitzat: fresc a l'hivern, amb abundants gelades; i calorós a l'estiu, amb màximes sobre els 35 °C. L'oscil·lació tèrmica és gran durant tot l'any, superant moltes vegades els 20 °C un dia. Les pluges, absents a l'estiu, es concentren a l'hivern i són escasses durant la resta de l'any. Aquestes característiques peculiars, que són més patents si les comparem amb el clima de la costa subtropical granadina, a tan sols 50 km de Granada capital, es deuen a la seva situació entre cadenes muntanyoses, i a la seva altitud mitjana, d'uns 685 msnm.
El 2007, al costat de Cadis, va ser la quarta ciutat més assolellada d'Espanya, amb 3.016 hores de sol, segons es desprèn de les dades dels que disposa l'Institut Nacional d'Estadística, recollit al seu anuari estadístic.
| 1971-2000                                    | Gen. | Febr. | Mar  | Abr. | Maig | Juny | Jul. | Ag.  | Sep  | Oct. | Nov. | Des. | Mitjana |
| -------------------------------------------- | ---- | ----- | ---- | ---- | ---- | ---- | ---- | ---- | ---- | ---- | ---- | ---- | ------- |
| Temperatura mitjana (°C)                     | 6,7  | 8,5   | 11,0 | 12,8 | 16,8 | 21,4 | 24,8 | 24,5 | 20,9 | 15,5 | 10,7 | 7,6  | 15,1    |
| Mitjana de temperatures màximes diàries (°C) | 13,0 | 15,3  | 18,6 | 20,1 | 24,6 | 30,0 | 34,4 | 33,9 | 29,4 | 22,7 | 17,2 | 13,5 | 22,8    |
| Mitjana de temperatures mínimes diàries (°C) | 0,3  | 1,8   | 3,4  | 5,6  | 9,0  | 12,9 | 15,2 | 15,0 | 12,4 | 8,2  | 4,2  | 1,8  | 7,5     |
| Precipitacions mitjanes (mm)                 | 41   | 38    | 30   | 38   | 28   | 17   | 4    | 3    | 16   | 42   | 48   | 53   | 357     |

Temperatura
La seva temperatura mitjana és de 15,1 °C, cosa que suposa uns 3 °C de diferència amb les zones de sota el Guadalquivir i el litoral mediterrani. Quant al règim tèrmic, l'hivern és llarg i fred, i es prolonga durant els mesos de desembre a febrer amb menys de 10 °C de mitjana, i el mes més fred és gener amb 6,7 °C. L'estiu també és una estació llarga, amb temperatures mitjanes superiors als 20 °C durant els mesos de juny a setembre. El mes més càlid és juliol amb 34,4 °C de mitjana.
Els mesos més freds i més càlids s'esdevenen al principi de les estacions, clar exemple de la llunyania del mar i de la seva acció de suavització tèrmica, atenuada encara més per l'efecte de barrera de les cadenes muntanyoses. L'escassa durada i representativitat de les estacions equinoccials és un altre tret més de la continentalitat del seu clima.
Quant a les temperatures extremes, es pot assenyalar la importància de les gelades que sofreix, arribant a ser bastant tardanes, cosa que suposa un seriós limitador per a alguns cultius. Encara al mes d'abril la mitjana de les temperatures mínimes és de 5,6 °C, havent-hi aquest més riscs de gelades en ple procés de floració.
| Concepte                           | Valor | Data                  |
| ---------------------------------- | ----- | --------------------- |
| Precipitació màxima un dia (l/m²;) | 68,2  | 2 de juny del 1986    |
| Temperatura mínima absoluta (°C)   | -14,2 | 16 de gener del 1987  |
| Temperatura màxima absoluta (°C)   | 42,6  | 22 de juliol del 1995 |

Precipitacions
Els trets generals de les seves precipitacions són l'escassa quantia anual -357 mm- i la seva gran irregularitat interanual, que provoca molts períodes de sequera. Quant al règim de precipitacions, la principal característica és la sequera estival, pròpia de tots els climes mediterranis, prolongant-se de forma brusca durant els mesos de juliol i agost, en què es produeixen precipitacions inferiors a 5 mm. Aquests mesos coincideixen amb els de temperatura més alta, fins al mes de setembre, que trenca aquesta dinàmica d'extrema sequedat amb precipitacions associades a les tempestes del final de l'estiu, que també endolceixen les temperatures.
A causa de la singularitat del clima mediterrani continentalizat per la prolongació de les precipitacions des d'octubre fins a maig, la doble influència mediterrània i atlàntica provoquen una màxima equinoccial -desembre amb 53 mm- de component mediterrani i una màxima hivernal -gener amb 41 mm- de component atlàntic. Malgrat tot, les precipitacions són bastant regulars al llarg d'aquest període, si bé el volum no és comparable amb les zones del baix Guadalquivir, obertes a les masses d'aire oceàniques.

### Flora i fauna
Flora

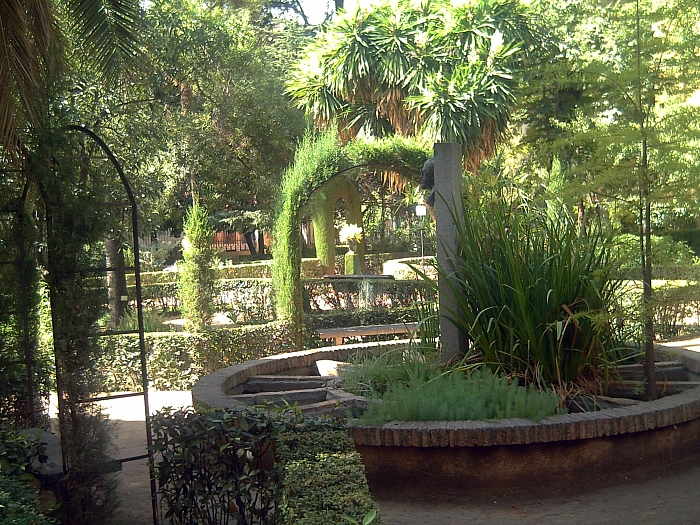
Jardí Botànic de la Universitat de Granada

Les seves principals zones verdes urbanes són el bosc caducifoli de l'Alhambra i els jardins com el Generalife, el Parc García Lorca i el Jardí Botànic de la Universitat recentment restaurat. Entre els cármenes amb millors jardins, es troben el Carmen de los Cipreses, el d'Acosta, el de Nuestra Señora de las Angustias i el de Manuel de Falla.
Als jardins i boscos nassarites, conviuen unes 300 espècies i híbrids, de més de 90 famílies i alguna cosa més de 210 gèneres, on predominen arbusts com la murtra i el boix, utilitzats en la formació de tanques, així com el xiprer, emprat en parets i escultures vegetals. Altres espècies que es troben, són la rosa, el marfull, l'evònim, el baladre, l'olivereta, el llorer, el taronger amarg o l'heura.
Per preservar aquesta riquesa biològica, s'està projectant un banc de germoplasma que recopilarà i conservarà material biològic de les seves espècies vegetals més representatives, així com un viver que gestionarà material biològic destinat a la plantació. Ambdues iniciatives s'emprendran pel Patronat de l'Alhambra, en col·laboració amb la Universitat de Còrdova. Es preveu que el centre comenci a funcionar el 2009 i que, una vegada actiu, recopilarà llavors amb interès històric del conjunt palatí, i del Generalife, així com de les hortes dels rius Darro i Genil. Per realitzar el projecte, el Patronat rebrà la col·laboració del Banc de Germoplasma Vegetal Andaluz, dependent de la Conselleria de Medi Ambient de la Junta d'Andalusia, i del Jardí Botànic de Còrdova.
Fauna

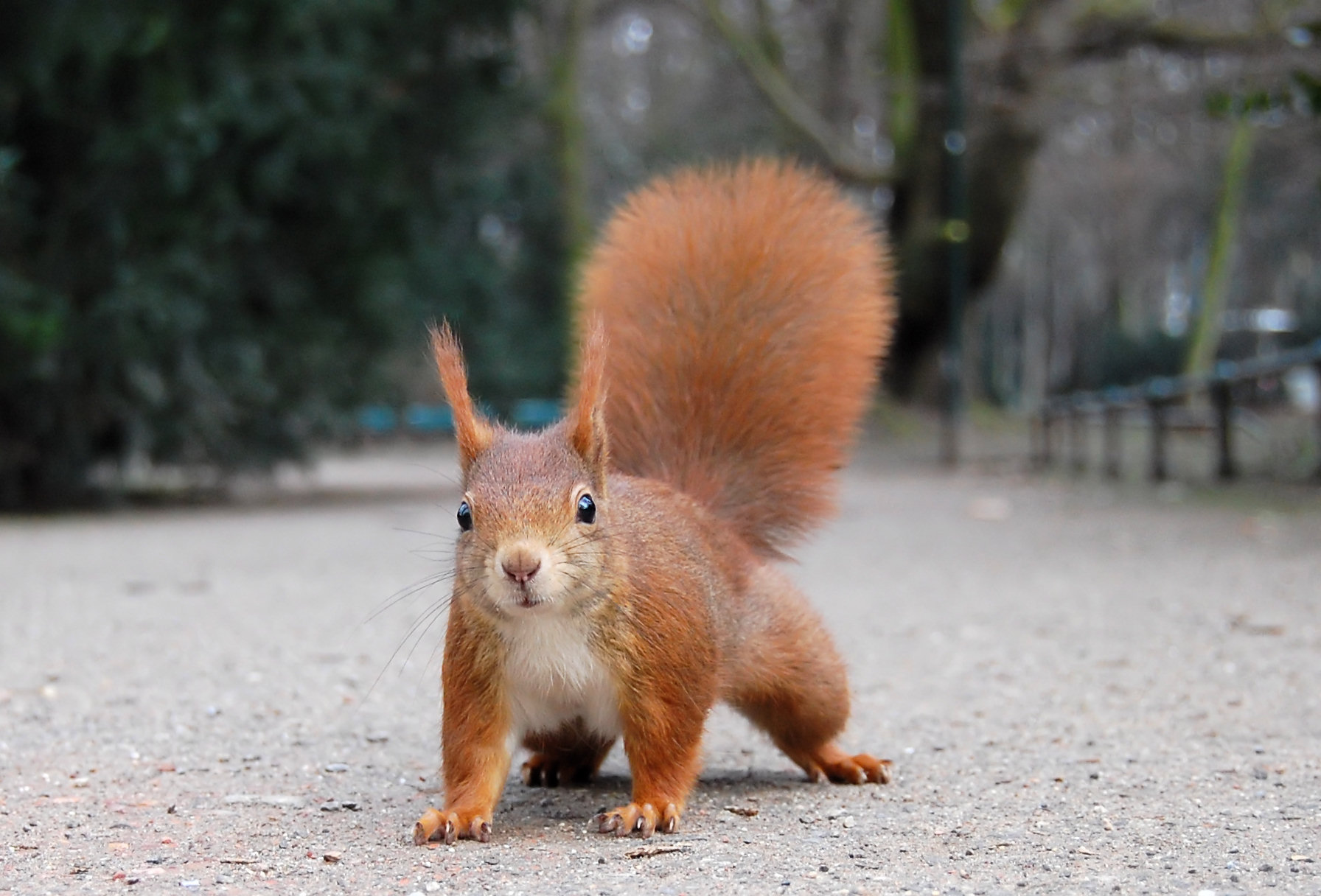
Esquirol, rosegador habitual al bosc de l'Alhambra

La seva fauna més significativa és la que té l'hàbitat a la zona de l'Alhambra i el Generalife, on s'ha creat amb el pas del temps un ecosistema artificial que propicia la vida d'una important varietat d'espècies, gràcies als boscos que envolten la fortalesa, els buits i cavitats dels murs, les estances fosques i ombrívoles i la multitud de fonts, estanys i aljubs existents al lloc. A més d'aquesta zona, tenen una fauna diferenciada el riu Darro, Jesús del Valle, el Llano de la Perdiz i el Parque perirubano de la Dehesa del Generalife.
Les aus pròpies del clima mediterrani són els principals llogaters de jardins, merlets i palaus que hi ha a Granada, espècies com el xoriguer petit, la merla comuna, junt amb pardals, coloms, orenetes i falciots, que volen, en tots els seus espais verds. El tallarol de casquet és una de les aus dominant als boscos de l'Alhambra, així com el cargolet, que aprofita les especials condicions microclimàtiques de les arbredes i, finalment, també el pit-roig, un ocell que està distribuït per tot Europa. Els coloms s'han apropiat de molts dels espais edificats, principalment edificis històrics, arribant a representar un problema per a la conservació d'estructures arquitectòniques, ja que els seus excrements àcids provoquen importants nivells de corrosió en la fusta i la pedra. Els boscos de l'Alhambra s'han convertit en refugi d'algunes espècies d'aus que normalment volen per serra Nevada, l'Alfaguara i la serra d'Huétor. A vegades, s'han vist també aus migratòries que es dirigeixen cap a l'Àfrica o Europa utilitzant les seves garrigues com a parada migratòria.
Així mateix, és també refugi i hàbitat de més de 300 espècies de vertebrats que troben un lloc on viure, refugiar-se i reproduir-se en temps de temperatures extremes. Exemple d'això és l'esquirol vermell i altres animals com gats, eriçons, ratolins de camp o microtus, fins i tot es produeixen incursions ocasionals de guillots procedents del Cerro del Sol i del Parque Periurbano del Generalife. Entre els rèptils i amfibis, destaquen el llangardaix ocel·lat i la sargantana cuallarga així com algunes serps, en especial la d'escala, però en quantitats mínimes, ja que no suporten bé la presència humana. Quant als amfibis, es troben als jardins granadins diverses espècies de granotes i gripaus, les primeres als estanys, sobretot del Partal i el Generalife, i els segons en la totalitat de les zones enjardinades. Els peixos formen també part de la fauna granadina; als seus estanys hi ha comunitats de carpí daurat, espècie de la família dels ciprínids originari d'Àsia, denominat també peix vermell.

## Fills il·lustres
- Antonio de la Cruz (músic) (1825-1889), músic i musicòleg

## Població i ordenació urbana

### Nuclis de població
Al municipi hi ha quatre nuclis de població, a més del nucli principal, la ciutat de Granada. Aquests són: Alquería del Fargue, Bobadilla, Cerrillo de Maracena i Lancha del Genil.
| Nuclis de població   | Habitants | Coordenades                                        | Distància (km) |
| -------------------- | --------- | -------------------------------------------------- | -------------- |
| Alquería del Fargue  | 499       | 37° 12′ 21″ N, 3° 35′ 45″ O / 37.20583°N,3.59583°O | 8              |
| Bobadilla            | 356       | 37° 11′ 29″ N, 3° 38′ 37″ O / 37.19139°N,3.64361°O | 5              |
| Cerrillo de Maracena | 1.815     | 37° 12′ 08″ N, 3° 37′ 35″ O / 37.20222°N,3.62639°O | 5              |
| Granada (ciutat)     | 230.533   | 37° 10′ 34″ N, 3° 35′ 52″ O / 37.17611°N,3.59778°O | 0              |
| Lancha del Genil     | 1.122     | 37° 09′ 48″ N, 3° 33′ 52″ O / 37.16333°N,3.56444°O | 7              |

## Demografia
| Homes | Edats   | Dones |
| ----- | ------- | ----- |
| 0,6   | 85 i +  | 1,47  |
| 0,99  | 80 - 84 | 1,89  |
| 1,55  | 75 - 79 | 2,54  |
| 1,83  | 70 - 74 | 2,64  |
| 1,86  | 65 - 69 | 2,39  |
| 2,5   | 60 - 64 | 3,03  |
| 2,67  | 55 - 59 | 3,3   |
| 2,99  | 50 - 54 | 3,7   |
| 3,4   | 45 - 49 | 4,04  |
| 3,48  | 40 - 44 | 4,07  |
| 3,43  | 35 - 39 | 3,681 |
| 3,88  | 30 - 34 | 3,99  |
| 4,23  | 25 - 29 | 4,03  |
| 3,56  | 20 - 24 | 3,49  |
| 2,95  | 15 - 19 | 2,850 |
| 2,44  | 9 - 14  | 2,4   |
| 2,19  | 5 - 9   | 2,13  |
| 1,91  | 0 - 4   | 1,86  |

La ciutat de Granada tenia el 2009 234.325 habitants, dels quals 108.756 eren barons, cosa que representa el 46,41%, i 125.580 dones, que representen el 53,59%. Des dels anys 90, la seva població resident ha descendit sensiblement mentre que s'ha donat un fort creixement demogràfic dels pobles del cinturó metropolità.
Piràmide de població
De l'anàlisi de la piràmide de població es dedueix el següent:
- La població menor de 20 anys representa el 19% de la població total.
- La població compresa entre 20-40 anys el 30% .
- La població compresa entre 40-60 anys el 28% .
- La població major de 60 anys el 23% .

Aquesta estructura de la població és típica en el règim demogràfic modern, amb una evolució cap a un envelliment de la població i una disminució de la natalitat anual.
Població estrangera
Del total de 236.998 persones censades el 2008, 15.203 són de nacionalitat estrangera, cosa que suposa un 6,41%, taxa inferior a la mitjana estatal. Els estrangers residents procedeixen de tots els continents i els més nombrosos sónels de les nacionalitats marroquina (3.158), boliviana (1.561), senegalesa (1.032), equatoriana (995) i romanesa (956).

Vista panoràmica des de l'Alcassaba de l'Alhambra

| Gràfic de l'evolució de la població de Granada entre 1920 i 2008 |
| ---------------------------------------------------------------- |
|                                                                  |
| Font: Instituto Nacional de Estadística                          |
| Gràfica elaborada per: Viquipèdia                                |

### Urbanisme
El desenvolupament urbanístic de la ciutat ha estat molt intens al llarg del segle xx a causa de l'augment continu de la població, que va passar de 75.570 habitants l'any 1900 a 244.486 l'any 2000. Aquest augment va provenir del creixement vegetatiu i de la immigració procedent, principalment, d'altres localitats de la província de Granada. Però, si bé el seu centre constitueix un mosaic urbà on el patrimoni històric és envoltat per una xarxa de carrers estrets en gran part per als vianants, la ciutat, a partir del segle xix i sobretot del segle xx, va començar a desbordar-se del perímetre inicial, creant-se barris cada vegada més nombrosos i allunyats. Els barris de Granada són molt poc homogenis quant a extensió, població i equipaments.
Plans d'ordenació territorial
El Pla d'ordenació del territori de l'aglomeració urbana de Granada (POTAUG) és l'instrument de planificació per al desenvolupament i coordinació de les polítiques, plans i propostes de les administracions i entitats públiques i de l'activitat dels particulars en el seu àmbit territorial d'actuació. És, doncs, un document que es va elaborar i va aprovar per regular el desenvolupament urbanístic de l'àrea metropolitana de Granada. Al document s'assenyalen quins terrenys de la Vega ("l'horta de Granada" en català) estan protegits i en quin grau. Es va aprovar definitivament a final de 1999, amb el suport de 32 municipis de tots els signes polítics i, des de llavors, només hi ha hagut una modificació d'importància, que ha permès que es construeixi el polígon de Marchalendín.
La situació actual de l'àrea metropolitana assumeix la visió amb perspectiva metropolitana i no local. Exemple d'això és el desenvolupament del parc tecnològic de la Salut i la Universitat, que es va convertir en el primer disseny urbanístic metropolità d'Andalusia. Aquest pla protegeix especialment l'horta granadina com a terreny d'importància històrica i mediambiental davant anteriors polítiques que van permetre l'ocupació de terrenys per a la construcció d'habitatges i infraestructures, com per exemple el terreny on es va instal·lar el parc de les Ciències, que era terra rústica de regadiu, i el cinturó de circumval·lació.

## Política i administració

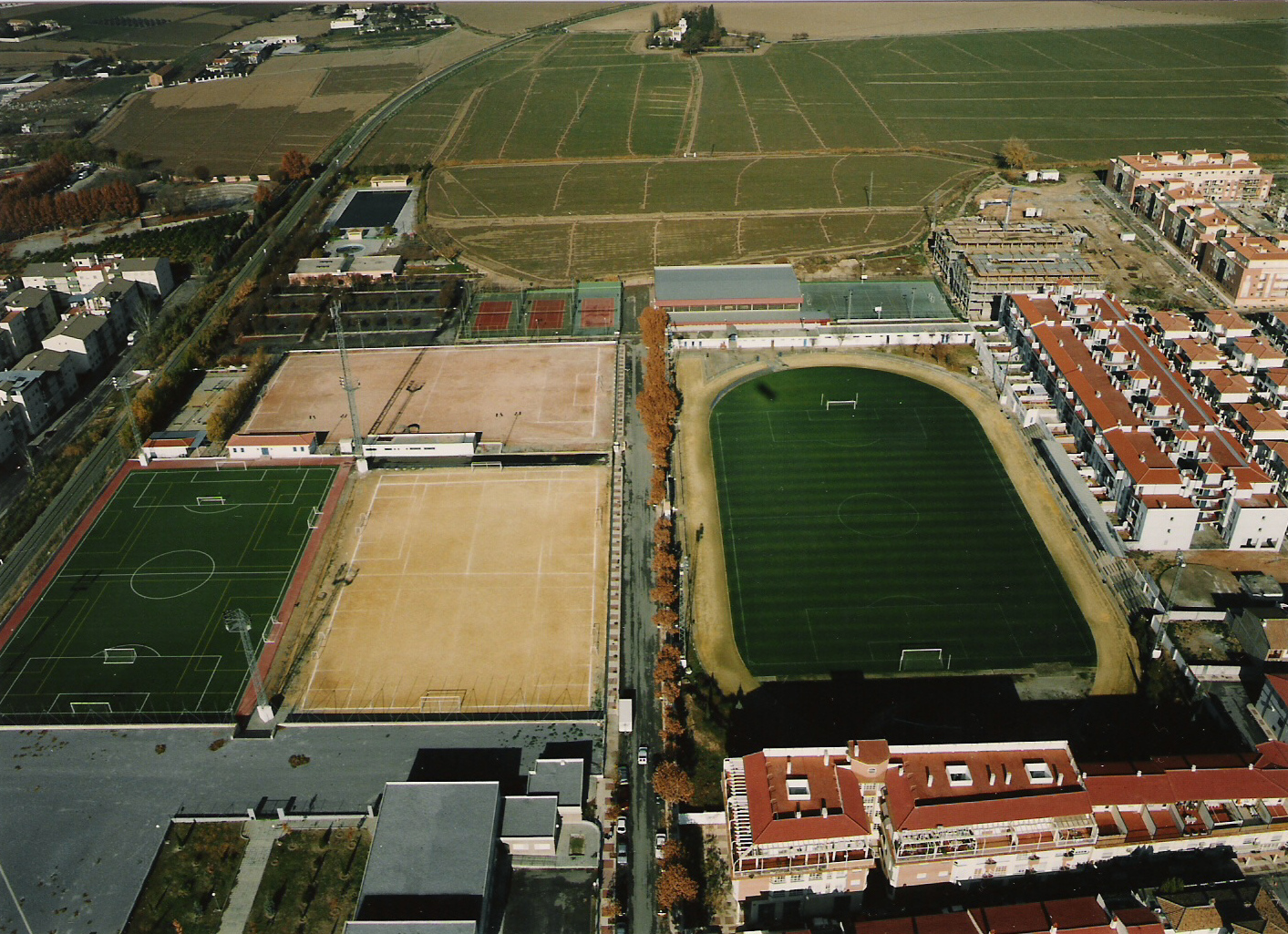
Vista aèria de la ciutat esportiva de Maracena, inaugurada el 1988

L'àrea metropolitana de Granada està composta per cinquanta municipis i la capital, encara que no està constituïda formalment com a organisme polític i administratiu, però existeixen diversos serveis públics que estan mancomunats. En rebre molts habitants de la capital i de la resta de poblacions de la província, està tenint un gran creixement de la població, alhora que la capital perd habitants, que es traslladen a localitats veïnes. Les causes principals de l'èxode cap als pobles de l'àrea metropolitana són, principalment, la dificultat d'accedir a un habitatge a la capital pels preus tan elevats que té, i motius laborals, ja que, a les localitats de la perifèria s'estan ubicant la majoria de polígons industrials.
Capitalitat

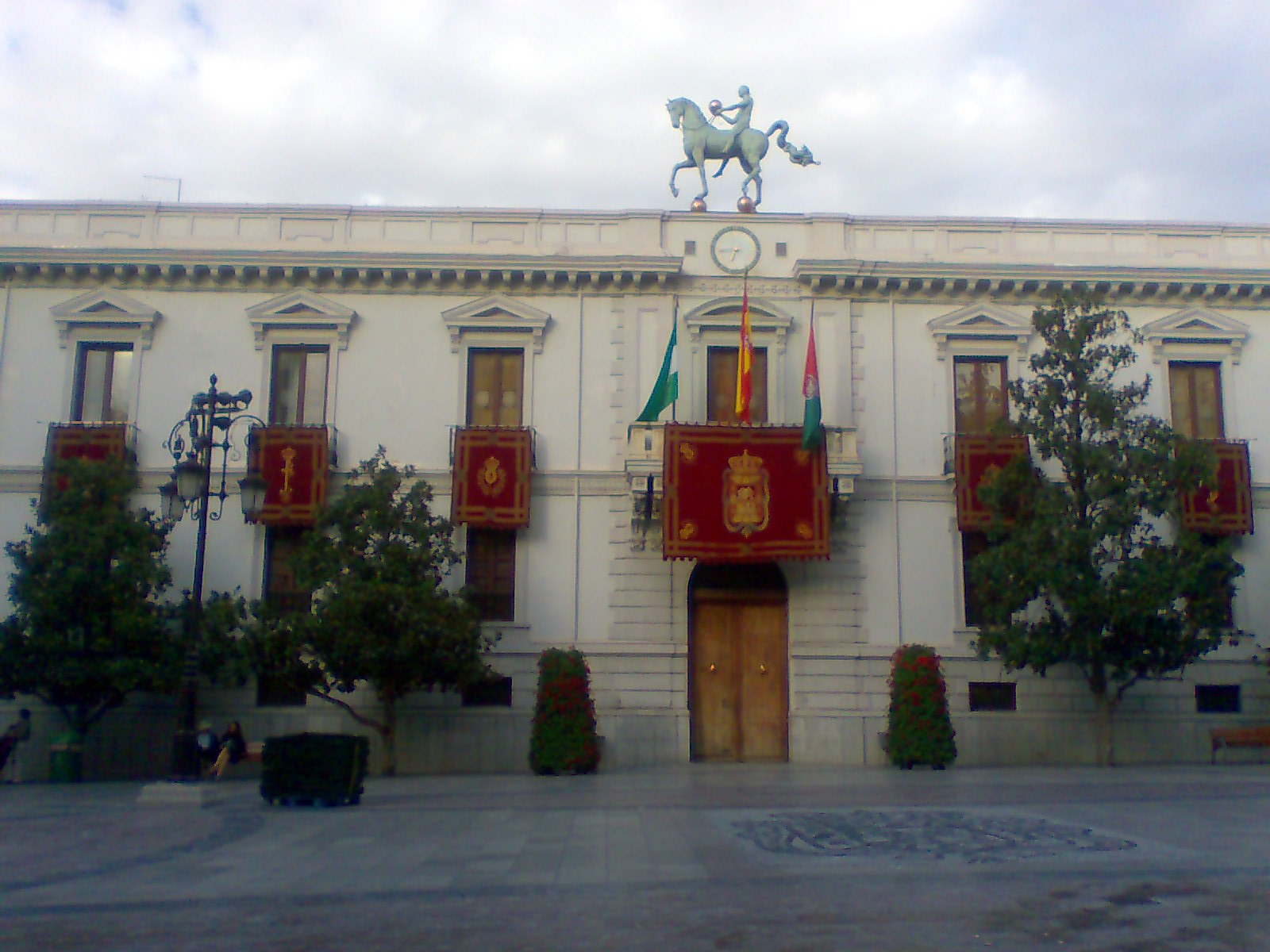
Ajuntament de Granada el dia de la patrona, de 2008

La ciutat de Granada és la capital de la província del mateix nom i, per tant, hi estan ubicats tots els ens administratius d'àmbit provincial, tant dependents del govern autonòmic com de l'estat. Per part de la Junta d'Andalusia, hi ha una delegació provincial de cada una de les conselleries de govern, coordinades per un delegat de govern dependent de la Conselleria de Governació, El govern espanyol disposa de la subdelegació del govern a Granada, dependent del delegat del govern en la comunitat autònoma. Així mateix, s'ubica a la ciutat la seu de la Diputació Provincial de Granada. En l'àmbit privat, i com a conseqüència d'aquesta capitalitat de província, moltes empreses i organismes tenen ubicades les seves seus provincials.
Administració judicial
Té una extensa administració judicial, sobretot per ser la seu de la presidència del Tribunal Superior de Justícia d'Andalusia (TSJA), que està ubicat a la plaça Nueva, a l'edifici de la Real Chancillería històrica. Disposa d'Audiència Provincial, ubicada al carrer de la Cuesta del Carmen, i a més és cap del partit judicial núm. 3 de la província, la demarcació de la qual comprèn la ciutat i 48 poblacions, algunes de molt poblades, de la comarca de l'àrea metropolitana. La majoria dels jutjats estan ubicats en sengles edificis administratius, en plaça Nueva i avinguda del Sur. El conjunt d'organismes judicials és el següent:
- Tribunal Superior de Justícia: president. Sala Civil-Penal. Sala Contenciós-Administratiu. Sala del Social.
- Audiència Provincial: president. Penal: 2; Civil: 3.
- Jutjats: de primera instància: 18; d'instrucció: 9; del social: 7; del contenciós-administratiu: 5; de violència sobre la dona: 2; del penal: 6; de vigilància penitenciària: 1; de menors: 2.

Organització municipal
La seva administració política es realitza per un ajuntament de gestió democràtica, els components del qual s'elegeixen cada quatre anys per sufragi universal. El cens electoral està compost per tots els residents empadronats a Granada majors de 18 anys, de nacionalitat espanyola i dels altres països membres de la Unió Europea. Segons disposa la Llei del règim electoral general, que estableix el nombre de regidors elegibles en funció de la població del municipi, la Corporació Municipal de Granada està formada per 27 regidors. En les eleccions municipals realitzades el 2007 la constitució de l'Ajuntament va ser de 16 regidors pertanyents al Partit Popular (PP), 9 al Partit Socialista (PSOE) i 2 regidors pertanyents a Esquerra Unida (IU). Com a conseqüència dels esmentats resultats, el ple municipal va elegir alcalde per 4 anys José Torres Hurtado del Partit Popular.
Des que es va instaurar la democràcia, s'ha produït en el seu govern l'alternança entre els dos partits majoritaris, PP i PSOE amb total normalitat.
| Període      | Nom de l'alcalde/-essa                                                     | Partit polític | Data de possessió |
| ------------ | -------------------------------------------------------------------------- | -------------- | ----------------- |
| 1979 - 1983  | Antonio Jara Andreu                                                        | PSOE           | 19/04/1979        |
| 1983 - 1987  | Antonio Jara Andreu                                                        | PSOE           | 28/05/1983        |
| 1987 - 1991  | Antonio Jara Andreu                                                        | PSOE           | 30/06/1987        |
| 1991 - 1995  | Jesús Quero Molina                                                         | PSOE           | 15/06/1991        |
| 1995 - 1999  | Gabriel Díaz Berbel                                                        | PP             | 17/06/1995        |
| 1999 - 2003  | José Enrique Moratalla Molina                                              | PSOE           | 03/07/1999        |
| 2003 - 2007  | José Torres Hurtado                                                        | PP             | 14/06/2003        |
| 2007 - 2011  | José Torres Hurtado                                                        | PP             | 16/06/2007        |
| 2011 - 2015  | José Torres Hurtado                                                        | PP             | 11/06/2011        |
| 2015 - 2019  | José Torres Hurtado (2015-2016) Francisco Cuenca Rodríguez (2016-2019)     | PP PSOE        | 13/06/2015        |
| 2019 - 2023  | Luis Miguel Salvador García (2019-2021) Francisco Cuenca Rodríguez (2021-) | Cs PSOE        | 15/06/2019        |
| Des del 2023 | n/d                                                                        | n/d            | 17/06/2023        |

José Torres Hurtado 
Districtes municipals i barris

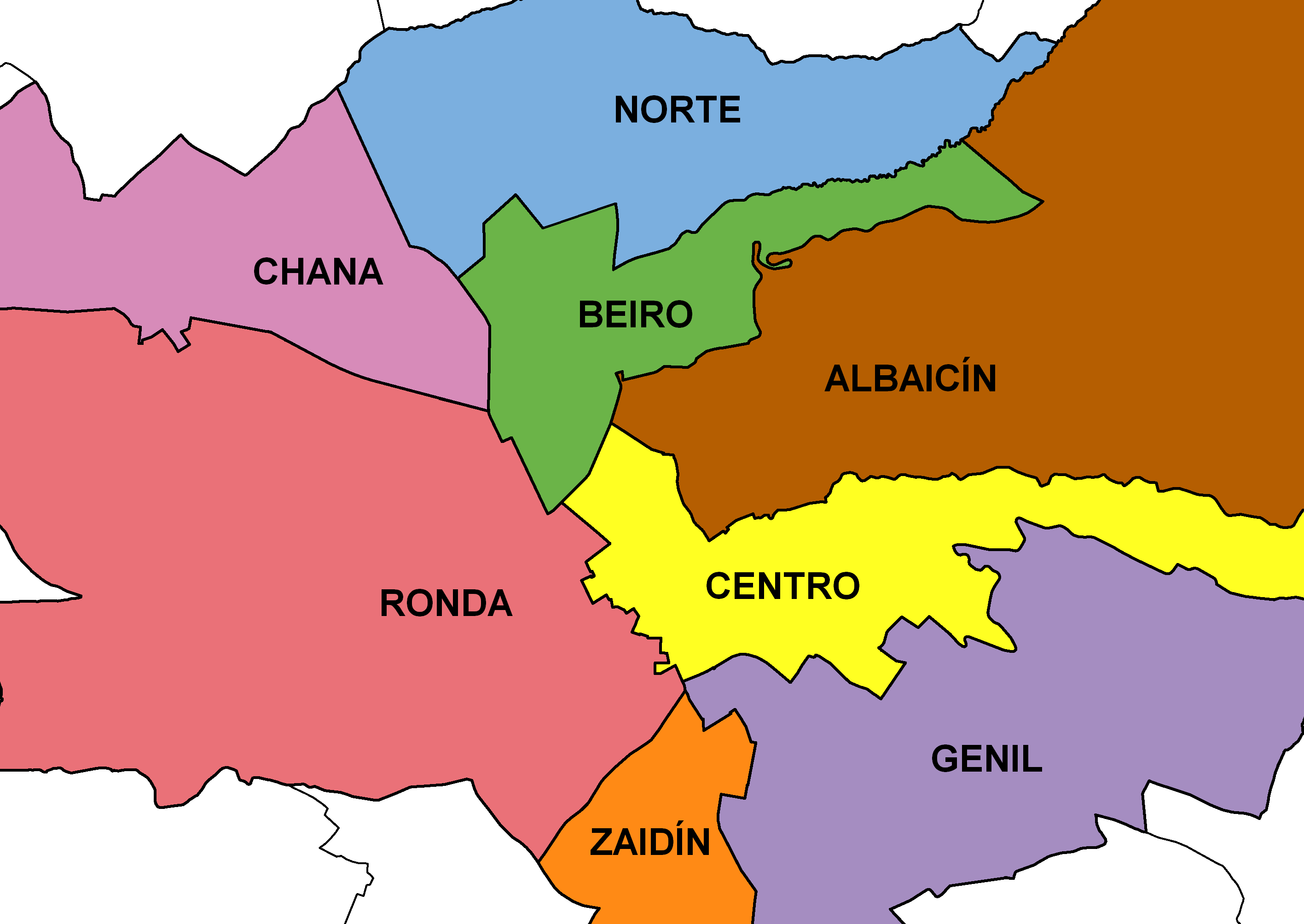
Mapa dels districtes de Granada

El municipi de Granada consta de vuit districtes la població dels quals es reparteix en el gràfic adjunt segons padró de 2009 de l'Ajuntament de Granada. Aquests districtes formen, al seu torn, un conjunt de 36 barris.

## Economia
Activitat empresarial
L'any 2008, existien en el municipi un total de 24.966 empreses, de les quals 22.665 tenien una plantilla de menys de 5 treballadors, 1.672 empreses tenien una plantilla entre 6 i 19 treballadors i amb una plantilla superior a 20 treballadors hi havia només 62 empreses, i hi ha 2 empreses de les quals manquen dades sobre la seva plantilla.
Treball
En el període comprès entre 1996 i 2007, la taxa d'atur registrada sempre ha estat inferior a un 6%, per la qual cosa pot considerar-se com a atur tècnic. Tanmateix, arran de la crisi econòmica d'àmbit mundial desencadenada el 2008, el nombre d'aturats no ha deixat d'incrementar-se, ja que segons l'Observatori Argos del Servei Andalús d'Ocupació, l'atur registrat el desembre de 2009 ascendia a 24.828 persones, de les quals 12.435 eren barons i 12.393 eren dones.
Renda disponible
Segons la base de dades que ofereix l'Institut d'Estadística d'Andalusia (IEA), la renda disponible per habitant resident va oscil·lar l'any 2003 entre 9.300 € i 10.200 €.
Agricultura
Les dades estadístiques de 2007 indiquen que el municipi disposa de poc de terreny cultivable, concretat en una superfície de 1.042 hectàrees de cultius llenyosos, de les quals 919 ha pertanyen a oliverars i 789 ha són de secà i 130 ha oliverar de regadiu. D'altra banda, hi ha un total de 1.197 ha dedicades a cultius herbacis i el blat de moro és el principal cultiu de regadiu, amb un total de 499 ha.
| Cultius herbacis    | Superfície                          | 1.197 ha                  |
| Cultius herbacis    | Principal cultiu herbaci de regadiu | Blat de moro              |
| Cultius herbacis    | Superfície conreada de blat de moro | 499 ha                    |
| Cultius llenyosos   | Superfície                          | 1.042 ha                  |
| Cultius llenyosos   | Principal cultiu llenyós de regadiu | Oliverar d'oliva de taula |
| Cultius llenyosos   | Superfície d'oliverar de regadiu    | 130 ha                    |
| Cultius llenyosos   | Principal cultiu llenyós de secà    | Oliverar d'oliva de taula |
| Cultius llenyosos   | Superfície d'oliverar de secà       | 789 ha                    |
| Tractors registrats | Tractors registrats                 | 401                       |

Indústria
La seva estructura econòmica presenta una acusada debilitat de l'activitat industrial i del sector agrari, amb una gran dependència del sector serveis i de la construcció.
| Sector industrial       | Empreses |
| Energia i aigua         | 10       |
| Indústria química       | 36       |
| Indústria metal·lúrgica | 174      |
| Indústria manufacturera | 629      |
| Total                   | 849      |

L'activitat industrial es concentra en molt poques empreses de baixa intensitat tecnològica, l'avantatge competitiu de les quals està constituït bàsicament pel preu barat de la mà d'obra utilitzada. Les branques més representatives són la indústria agroalimentària (olis i lactis), amb empreses com Puleva, Dhul i cerveses Alhambra. També destaquen algunes empreses de fabricació de productes metàl·lics i la indústria de la fusta. Altres empreses significatives de la zona són Recisur i Lomónaco.
Construcció
El sector de la construcció d'habitatges ha tingut gran impacte en l'economia local, havent-hi registrades el 2008 un total de 1.430 empreses, algunes de les quals figuren entre les immobiliàries i constructores més importants d'Andalusia (Immobiliària Osuna i Construccions Àvila Vermelles). Des de 2008, el sector està passant una profunda crisi a conseqüència de l'esclat de la bombolla immobiliària a Espanya, per la qual cosa moltes empreses han cessat l'activitat comercial.
Comerç

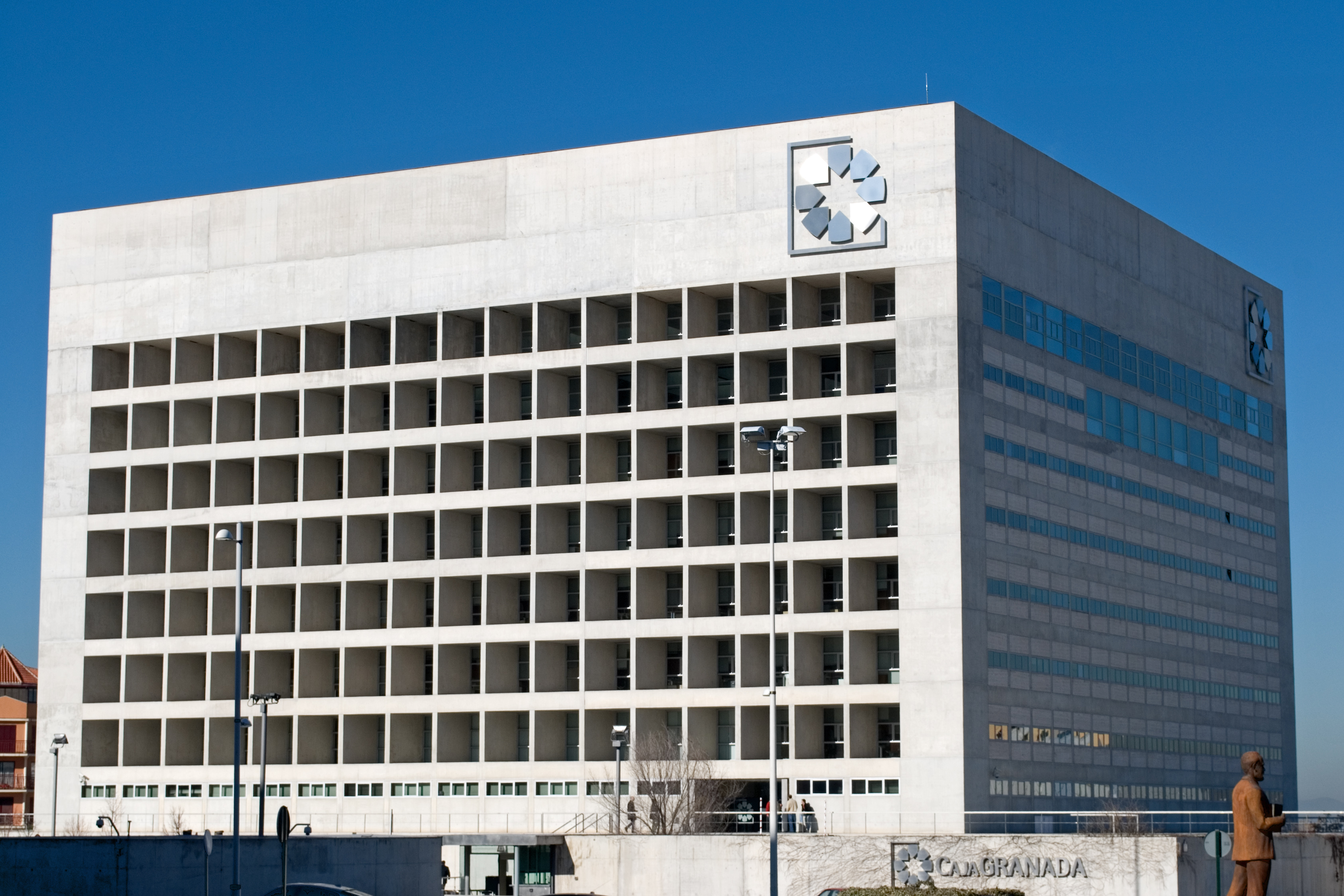
Seu central de Caja Granada

La seva activitat comercial ocupa un lloc destacat tant per a la ciutat com per a tota la província.
Distribució d'empreses comercials per sectors:
| Sector comercial                                                                           | Empreses |
| Oficines bancàries (2009): bancs (93), caixes d'estalvis (151) cooperatives de crèdit (47) | 291      |
| Empreses comercials a l'engròs                                                             | 732      |
| Empreses comercials minoristes                                                             | 6.727    |
| Grans magatzems                                                                            | 1        |
| Hipermercats                                                                               | 3        |
| Supermercats                                                                               | 137      |
| Bars i restaurants                                                                         | 2.427    |

Turisme
És una ciutat receptora de gran nombre de visitants, tant nacionals com internacionals, gràcies al seu extens patrimoni artístic, cultural i monumental; d'altres la visiten per conèixer les festes de primavera (Setmana Santa i Corpus Christi). També existeix un important turisme de congressos i esportiu, atret per l'estació d'esquí de serra Nevada. El lloc patrimonial més visitat és l'Alhambra i el seu entorn, així com els barris d'Albaicín i Sacromonte. Hi ha un nombrós grup de viatgers, especialment escolars procedents de tots els racons d'Andalusia, que acudeixen a visitar el parc de les Ciències de Granada per ser l'únic en el seu estil existent a la comunitat autònoma.
Una característica del seu turisme és que la pernoctació mitjana per visitant en instal·lacions hoteleres és molt curta, la qual cosa implica una despesa mitjana petita. El 2006, la seva infraestructura turística incloïa un total de 314 locals de restaurants i tapes, 73 hotels de totes les categories, amb 9.289 places disponibles, 96 hostals i pensions, amb 2.160 places disponibles, així com apartaments i albergs juvenils.
Palau d'exposicions i congressos de Granada
Granada disposa d'un palau d'exposicions i congressos ubicat en una zona cèntrica de la ciutat; dista 15 quilòmetres de l'aeroport i té bons accessos per carretera. Té una superfície útil de més de 45.000 m² construïts en set nivells amb capacitats diferents per facilitar el major nombre d'esdeveniments possibles. Les seves instal·lacions estan dotades de les tecnologies aplicades en aquest tipus d'edificis.

## Transport i comunicacions

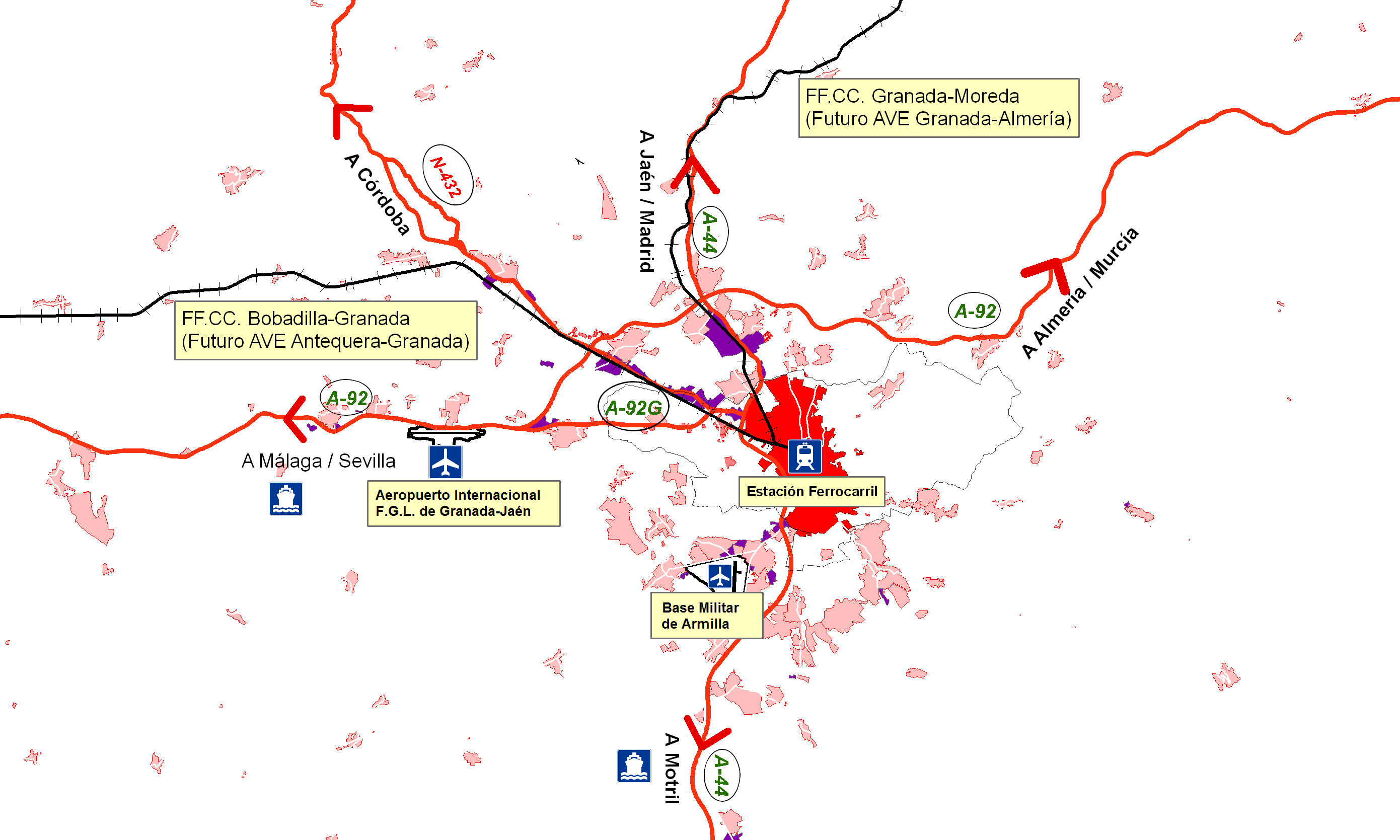
Infraestructura de transports a Granada

### Regulació del tràfic urbà
L'article 7 de la Llei sobre tràfic, circulació i seguretat viària, aprovat per RDL 339/1990, atribueix als municipis unes competències suficients per permetre, entre d'altres, la immobilització dels vehicles, l'ordenació i el control del trànsit i la regulació dels seus usos. Aquesta regulació té lloc a través de l'Ordenança general de circulació i ocupació d'espais públics de la ciutat de Granada, aprovada en sessió de ple el 31 d'octubre de 1997 i s'hi defineixen els usos que es poden donar a les vies, a les velocitats que poden assolir els vehicles, així com els horaris i zones establertes per a la càrrega i descàrrega de mercaderies a la ciutat.
Parc de vehicles de motor
Granada té un parc automobilístic de 516 automòbils per cada 1.000 habitants, i és superior a la ràtio provincial, que disposa només de 458 automòbils per cada 1.000 habitants, d'acord amb les dades existents en la base de l'Anuari Econòmic d'Espanya 2009, publicat per la Caixa. En aquestes mateixes dades, s'observa un elevat parc de camions i furgonetes, cosa que indica un gran nombre de transportistes de mercaderies autònoms o petites empreses o cooperatives.
| Tipus de vehicle     | Quantitat |
| Automòbils           | 122.365   |
| Camions i furgonetes | 19.847    |
| Altres vehicles      | 49.245    |
| Total                | 191.457   |

### Comunicacions
Autovies
- A-92 (Sevilla-Almeria), que connecta la ciutat amb Múrcia i Almeria, cap a llevant i amb Màlaga i Sevilla cap a ponent.
- A-44, l'autovia de serra Nevada, Bailèn-Motril, connecta Granada cap al nord amb Jaén i Madrid i al sud amb Motril (capital de la costa Tropical).

Altres carreteres
- N-432, (Granada-Badajoz per Còrdova).
- A-395, Granada-Serra Nevada (convertida en autovia en el seu traçat al sud de la ciutat, anomenada ronda Sur).

La ciutat de Granada, en ser capital de província, està ben comunicada per carretera. La taula següent mostra les distàncies entre Granada i altres ciutats, incloent totes les capitals de província d'Andalusia.
| Capitals | Distància (km) | Ciutats   | Distància (km) | Ciutats   | Distància (km) |
| -------- | -------------- | --------- | -------------- | --------- | -------------- |
| Huelva   | 347            | Almuñécar | 79             | Santa Fe  | 13             |
| Cadis    | 335            | Baza      | 96             | Múrcia    | 278            |
| Màlaga   | 126            | Guadix    | 55             | València  | 528            |
| Còrdova  | 160            | Huéscar   | 146            | Barcelona | 886            |
| Jaén     | 94             | Loja      | 53             | Madrid    | 414            |
| Sevilla  | 251            | Motril    | 63             |           |                |
| Almeria  | 162            | Órgiva    | 53             |           |                |

### Transport públic
El Consorcio de Transporte Metropolitano del Área de Granada és una entitat de dret públic de caràcter associatiu, constituïda per potenciar la cooperació tècnica i administrativa dels seus membres. Té patrimoni propi, administració autònoma i àmplia capacitat jurídica. És competent per a crear i gestionar d'--infraestructures i serveis de transport dels municipis del consorci. L'Ajuntament de Granada pertany a aquest consorci des de la creació.
Les altres administracions del consorci són la Junta d'Andalusia, la Diputació Provincial de Granada i els ajuntaments de 31 localitats més de l'àrea metropolitana de Granada.
Autobús urbà (Transports Rober) i taxis
L'Ajuntament de Granada té concedida l'explotació del transport urbà amb autobús a l'empresa Transports Rober, SA, des de l'any 1962. Des de llavors, el creixement del servei ha anat evolucionant alhora que ho anava fent el desenvolupament urbanístic de la ciutat. En l'any 2008, per deixar els seus serveis l'empresa tenia una flota de 150 autobusos i algun n'era articulat de llarg especial. El servei es presta en 29 línies de recorreguts diferents, i n'hi ha quatre de turístiques i dues de nocturnes. Les últimes xifres d'explotació de 2007 indiquen que transporta uns 35 milions de passatgers a l'any. Aquesta empresa pertany al Consorci de Transport de l'Àrea de Granada.
Ferrocarril
Granada té una estació situada al centre de la ciutat. Hi arriben dues línies de ferrocarril: Moreda-Granada i Bobadilla-Granada. Aquesta última va ser adaptada per a alta velocitat espanyola (AVE).
Té diàriament connexions nacionals directes amb Renfe llarga distància: el trenhotel Gibralfaro i el tren Arco García Lorca a Albacete, València-estació del Nord, Castelló, Tarragona i Barcelona Sants; i dos trens Talgo Altaria a Antequera-Santa Ana, Còrdova-central, Ciudad Real-central i Madrid-porta de Atocha.
Hi ha certa sensibilitat social a la província cap a la reobertura del tram ferroviari Guadix-Baza-Almendricos el tancament del qual el 1985 va interrompre la línia Granada-Múrcia, l'anomenat ferrocarril de l'Almanzora, que connectava el sud-est peninsular amb l'arc mediterrani.
El 25 de juny de 2019 es va inaugurar la connexió de Granada amb l'Alta Velocitat Espanyola a través de la línia Antequera-Granada, connectant la ciutat andalusa amb Madrid i Barcelona, entre altres importants ciutats del país, i incloent una nova línia de 122 quilòmetres de longitud entre Antequera (Màlaga) i la capital andalusa. Les obres van durar 10 anys i es van invertir 1.675 milions d'euros.
Aeri
L'aeroport internacional Federico García Lorca de Granada-Jaén situat al costat de l'A-92 a 17 km de la ciutat, a la localitat de Chauchina, té vols nacionals a Madrid, Barcelona, Palma, Santa Cruz de Tenerife, Las Palmas de Gran Canària, Lanzarote, Melilla. També inclou dos vols a diferents ciutats europees com Bolonya i Milà. Ha tingut vols regulars a Londres, Liverpool, Nottingham o Milà, París i a Roma.

### Metro de Granada
El metropolità de Granada és una infraestructura de transports en fase d'execució, d'ençà que el 2002 es va realitzar l'estudi informatiu de la primera línia metropolitana i es va realitzar l'exposició a informació pública i ambiental.
- El 2006 es va formalitzar el conveni de finançament amb els quatre ajuntaments pels quals discorre el traçat (Albolote, Maracena, Granada i Armilla).
- El 2007 es van licitar i van adjudicar les obres dels trams situats en ambdós extrems de la línia metropolitana (Albolote - Maracena i parc tecnològic Ciències de la Salut - Armilla).
- A final del 2007 es va concloure l'acord entre l'Ajuntament de Granada i el Ministeri de Foment sobre la solució final de traçat per al tram de la connexió intermodal entre el metro i l'AVE.
- Des del 2008 s'executen les obres en el tram riu Genil - parc tecnològic Ciències de la Salut a Granada capital, i s'han licitat, adjudicat i iniciat les obres en tots els trams que discorren per la capital granadina.[58]

## Patrimoni històric i monumental
- La Alhambra
- El Generalife
- La Catedral
- Capella Reial de Granada
- Albaicín
- Sacromonte
- La Cartoixa